# Jang Dae-il
Jang Dae-il (장대일?, 張大一?; Incheon, 9 marzo 1974) è un ex calciatore sudcoreano, di ruolo difensore.